# Sam Anderson
Pour les articles homonymes, voir Samuel Anderson (homonymie) et Anderson.
Sam Anderson, né le 13 mai 1945 à Wahpeton, dans le Dakota du Nord, est un acteur américain.

## Biographie
Sam Anderson est diplômé de l'université de Grand Forks, il a une licence en littérature et écriture américaine. 
Dans les années 1960, il commence à enseigner l'art dramatique à l'Université Antelope Valley de Lancaster (Californie, États-Unis).
Il a débuté dans la série WKRP in Cincinnati en 1979 et y fera quelques apparitions dans différents rôles.
Après une courte apparition dans le film Y a-t-il enfin un pilote dans l'avion ? en 1982, on le retrouve en 1986 dans La Bamba, puis dans le film oscarisé Forrest Gump en 1994 aux côtés de Tom Hanks. Il participe également aux séries Dallas, La Loi De Los Angeles, Larry et Balki, Arabesque, Friends, X-Files et Urgences.
On le retrouve en 1999 dans la série Angel, dans le rôle de Holland Manners, chef de la division des projets spéciaux pour le cabinet Wolfram & Hart ! En 2000, il apparaît dans des films comme The Independent, Perfect Game, The Shangri-la Café, The Distance, Slackers et en 2005 dans le film Touched, dans la peau du Docteur Reynolds.
De 2006 à 2010, il est un personnage récurrent dans la série Lost, aux côtés d'un de ses anciens partenaires de la série Angel, Daniel Dae Kim.

## Filmographie

### Cinéma
- 1979 : L'Échange (The Swap) de Jordan Leondopoulos : Paul (plusieurs scènes de ce film sont issues du film Le Contrat (1969) du même réalisateur)
- 1982 : Y a-t-il enfin un pilote dans l'avion ? (Airplane II: The Sequel) : L'homme en blanc
- 1985 : Movers & Shakers : Ray Berg
- 1987 : La Bamba : M. Ludwig
- 1988 : Critters 2 (Critters 2: The Main Course) : M. Morgan
- 1990 : Dark Angel : Warren
- 1992 : Les Aventures d'un homme invisible (Memoirs of an Invisible Man) : Le président du comité de la Chambre
- 1994 : Forrest Gump : Le principal
- 1994 : Les Maîtres du monde (The Puppet Masters) : Culbertson
- 1997 : After the Game (en) : Jimmy Walsh
- 1998 : Permanent Midnight : Dr Olsen
- 1999 : Sonic Impact (en) : Alex Holmes
- 2000 : The Distance : John Harrison
- 2000 : The Shangri-la Café (en) : L'homme
- 2000 : The Independent (en) : Ed
- 2000 : Perfect Game (en) : Steven
- 2002 : Slackers : Charles Patton
- 2011 : De l'eau pour les éléphants : Mr Hyde
- 2014 : The Baby (Devil's Due) : Père Thomas
- 2016 : Ouija : les origines (Ouija: Origin of Evil) de Mike Flanagan
- 2022 : Là où chantent les écrevisses : Tate âgé

### Télévision

#### Séries télévisées
- 1984 : Mama Malone (en) : Stanley
- 1986-1992 : Quoi de neuf docteur ? (Growing Pains) : Willis Dewitt
- 1986 : Larry et Balki (Perfect Strangers) : Harrison Harper
- 1987-1992 : Larry et Balki (Perfect Strangers) : Sam Gorpley
- 1994 : Le Fléau (The Stand) : Whitney Horgan
- 1994 : Urgences (ER) : Dr Jack Kayson
- 1995 : Live Shot (en) : Marvin Seaborne
- 1996 : Les Héros de Cap Canaveral (The Cape) : Kevin Davis, Capcom
- 1997 : Meurtre en sommeil (The Sleepwalker Killing) : Roth Lane
- 1998 : X-Files (The X-Files) (épisode Les Nouveaux Spartiates) : Leamus
- 1998 : De la Terre à la Lune (From the Earth to the Moon) : Thomas Paine
- 1998 : Friends (saison 5, épisode 3 : Celui qui a des triplés) : Dr Harad
- 1999 : Ally McBeal (saison 2, épisode 11) : Mark Harrison
- 1999 : Angel : Holland Manners
- 2002 : Les Experts : Miami (saison 1, épisode 1) : Scott Summer
- 2003 : Married to the Kellys (en) : Bill Kelly
- 2005 : Malcolm (Malcolm in the middle) (saison 6, épisode 10) : le commissaire
- 2006 : Cold Case : Affaires classées (Cold Case) (saison 3, épisode 23) : Ted Robinson
- 2006 : Lost : Les Disparus (Lost) : Bernard
- 2009 : Esprits criminels (Criminal Minds) : Dr Rawlings
- 2010 : NCIS : Enquêtes spéciales (NCIS) : Walter Carmichael
- 2012 : Scandal : Sherman
- 2013-2014 : Justified : Lee Paxton
- 2019 : How to get away with murder (saison 6, épisode 7) : Mr Fitzgerald

#### Téléfilms
- 1983 : Joe Dancer - La loi d'Hollywood (Murder 1, Dancer 0) : Paul Iberville
- 1983 : Officier et Top-model: le droguiste
- 1993 : L'Amour adopté (en) (A Place to Be Loved) : le juge Thomas S. Kirk
- 1994 : Deux coupables pour un crime (Confessions: Two Faces of Evil)
- 1996 : The Man Next Door : Dwight Cooley
- 1996 : Erreur judiciaire (Innocent Victims)
- 1996 : Norma Jean & Marilyn : le docteur
- 1998 : Secret défense (The Pentagon Wars) : la parlementaire #2
- 1999 : Net Force : Fox
- 2003 : Un père Noël au grand cœur (Secret Santa) : M. Gibson
- 2005 : Le Cœur en sommeil (Touched) : Dr Reynolds